# Budki Wierzchowskie
Budki Wierzchowskie – osada w Polsce, w województwie mazowieckim, w powiecie radomskim, w gminie Jedlińsk.
Osada wchodzi w skład sołectwa Czarny Ług.
Do 2023 miejscowość była częścią wsi Czarny Ług.
W latach 1975–1998 Budki Wierzchowskie administracyjnie należały do województwa radomskiego.
Wierni kościoła rzymskokatolickiego należą do parafii Niepokalanego Serca Najświętszej Maryi Panny w Bierwcach.

## Historia
Podczas II Wojny Światowej we wsi znajdował się poligon, miejsce stacjonowania i szkoleń wojsk niemieckich.

## Położenie
Wieś Znajduje się w odległości 98 km od Warszawy i 23 km od Radomia. Graniczy z Pięcioma miejscowościami:
- od północy z Wierzchowinami i Kruszyną,
- od północnego wschodu z Czarnym Ługiem,
- od południa z Godziszem,
- od zachodu z Bierwcami.

W pobliżu przebiega linia kolejowa łącząca Warszawę z Radomiem i Krakowem - przystanek Kruszyna.

## Edukacja
W miejscowości nie ma żadnych szkół. Wszystkie miejscowe dzieci uczą się w Szkole Podstawowej i Gimnazjum w Wierzchowinach. Najbliższe licea i szkoły wyższe znajdują się w Radomiu.